# Faustix
Faustix (født Morten Brangstrup Olsen; 24. maj 1989 i Karise) er en dansk DJ og musikproducer. Faustix har været nomineret til blandt andet Danish Music Awards og Danish DeeJay Awards i flere omgange. Faustix har siden 2009 udgivet singler i eget navn og produceret musik med blandt andre Diplo. Faustix har modtaget guld i USA for sin single "Revolution" (2013) med Diplo, Imanos og Kai.

## Andre aktiviteter
Faustix deltog i 2020 i sæson 17 af Vild med dans. Han dansede med den professionelle danser Asta Björk Ivarsdottir.

## Privatliv
Privat danner Faustix par med Irina Olsen, de har sammen en datter fra marts 2015 og en søn fra juni 2023. I 2019 blev Irina og Faustix gift, på Sophienberg Slot i Rungsted.
Han har gået på Køge Gymnasium, og blev student i 2008.

## Diskografi

### EP'er
- Ballistix EP (2013)
- Echoes (2013)

### Maxisingler
- Imbecile (2015)

### Singler
| År   | Titel                                                      | Højeste placering | Certificering |
| År   | Titel                                                      | DEN               | Certificering |
| ---- | ---------------------------------------------------------- | ----------------- | ------------- |
| 2012 | "Chasing Dragons" (feat. Sean Hunt)                        | —                 |               |
| 2012 | "Someday" (feat. JFMee)                                    | —                 |               |
| 2013 | "Check It Auut" (feat. Imanos)                             | —                 |               |
| 2013 | "Take A Shower"                                            | —                 |               |
| 2013 | "Can't Get Over You" (feat. Max C)                         | —                 |               |
| 2013 | "Love & Revolution" (feat. Steve Edwards)                  | —                 |               |
| 2014 | "Devils"                                                   | —                 |               |
| 2014 | "Twerknado" (feat. Snavs & Fabian Mazur)                   | —                 |               |
| 2014 | "Hard Twenty"                                              | —                 |               |
| 2014 | "Bagpipes"                                                 | —                 |               |
| 2015 | "Machine" (feat. Kamilia Amélie)                           | —                 |               |
| 2015 | "Abracadabra" (feat. Snavs & Fabian Mazur)                 | —                 |               |
| 2015 | "Kig På Hende" (feat. Snavs & Skinz)                       | —                 |               |
| 2015 | "Moonrocks" (feat. Lazee)                                  | —                 |               |
| 2016 | "Come Closer" (feat. David Jay)                            | 27                | Guld          |
| 2016 | "Don't U Worry" (feat. Barbara Moleko)                     | 40                |               |
| 2017 | "Watching You" (feat. Alvaro)                              | —                 |               |
| 2018 | “Crying In The Sun” (feat. RANI)                           |                   |               |
| 2019 | "Thorns"                                                   | —                 |               |
| 2019 | “Need You”                                                 | —                 |               |
| 2020 | “Ginie In A Bottle” remix (Litening)                       | —                 |               |
| 2021 | "Time of My Life" (DJ Mangoo X Faustix feat. Father Viola) | —                 |               |